# نیروگاه برق آبی گرستن-سنت اولریش
نیروگاه برق آبی گرستن-سنت اولریش (به لاتین: Garsten-St. Ulrich Hydroelectric Power Station) یک نیروگاه جریانی روزمینی در اتریش است که در زانکت اولریش بای اشتیر واقع شده‌است.